# Anna Marguerite McCann
Anna Marguerite McCann (11 de maio de 1933 – 12 de fevereiro de 2017) foi uma historiadora da arte e arqueóloga dos Estados Unidos. Ela é conhecida por ser uma pioneira —e a primeira mulher norte-americana nessa área—no campo da arqueologia subaquática, no começo dos anos 1960. McCann publicou trabalhos sobre Arte Romana e Arqueologia Clássica e deu aulas de história da arte e arqueologia em várias universidades nos Estados Unidos. McCann foi um membro ativo do Instituto Arqueológico da América e recebeu a sua Medalha de Ouro, em 1998. Ela também publicou sob o nome de Anna McCann Taggart.

## Formação
McCann estudou no Rye Country Day School em Rye, Nova York. Em 1954, concluiu a Licenciatura em história da arte e uma especialização em Grego Clássico, no Wellesley College. Ela recebeu uma Bolsa Fullbright para frequentar a Escola Americana de Estudos Clássicos, em Atenas, um ano antes do começo de seus estudos para um Mestrado em Artes na Universidade de Nova York. Em 1957, ela completou o mestrado com a tese "Greek Statuary Types in Roman Historical Reliefs", marcando o início de seu interesse em escultura romana e arqueologia clássica.
Em 1965, McCann obteve um doutorado na Universidade de Indiana em história da arte e estudos clássicos. Entre 1964 e 1966, ela foi professora-visitante do Rome Prize da Academia Americana em Roma para estudos clássicos e arqueologia.

## Carreira
McCann começou a mergulhar no início da década de 1960, com Jacques Cousteau, explorando antigos naufrágios romanos perto de Marselha. No momento, a arqueologia subaquática era uma nova disciplina e estava "em grande parte dominada por homens." Entre 1961 e 1962, ela escavou o naufrágio de Yassi Ada do século VII (em Bodrum, Turquia) com a National Geographic Society e a Universidade da Pensilvânia. Na Academia Americana em Roma, ela expandiu sua tese de mestrado e publicou The Portraits of Septimius Severus, A.D. 193–211. Em 2017, este ainda era "o grande trabalho acadêmico sobre o retrato do imperador" de acordo com seus colegas. Após o seu período em Roma, McCann ensinou na Universidade de Missouri, de 1966 a 1971, e na Universidade da Califórnia, em Berkeley, de 1971 a 1974.
Em 1974, McCann juntou-se à equipe curatorial do Museu Metropolitano de Arte e conduziu um programa de palestras relacionadas à arqueologia. Ela publicou sua pesquisa sobre a escultura romana, com o título Roman Sarcophagi in the Metropolitan Museum of Art, que ganhou o Prêmio de Livro de Excelência da Associação Americana de Editoras Universitárias e foi reconhecido como um Excelente Livro de Arte pela Biblioteca Thomas J. Watson, em 1978. McCann realizou escavações em Cosa (uma colônia latina na Toscana), entre 1965 e 1987, o que resultou em 1987 no trabalho colaborativo The Roman Port and Fishery of Cosa: A Center of Ancient Trade. Este também recebeu o prêmio da Associação Americana de Editoras Universitárias e o Prêmio James R. Wiseman do Livro do Instituto Arqueológico da América, em 1989.
Membro do Conselho de Curadores do Instituto Arqueológico da América, McCann fundou a Comissão de Arqueologia Subaquática em 1985. Em 1989, ela tornou-se a diretora arqueológica do Projeto JASON, colaborando com o oceanógrafo Robert Ballard no levantamento de vários naufrágios no Banco Skerki (no Estreito da Sicília). Isso resultou na publicação, em 1994, do que se acredita ser a primeira pesquisa detalhada de arqueologia realizada em águas profundas. McCann e Ballard descobriram mais naufrágios quando eles voltaram para o banco em 1997.
McCann foi premiada com o Prêmio Medalha de Ouro do Instituto Arqueológico da América em 1998. Lecionou na Universidade de Boston, de 1997 a 2001, e foi pesquisadora visitante no Instituto de Tecnologia de Massachusetts ), de 2001 a 2007.

## Vida pessoal
McCann casou-se com seu amigo de infância Robert Dorsett Taggart (falecido em 2016), em 1973. Eles viveram em Nova Iorque, mas também passaram um tempo na sua fazenda em Pawlet, Vermont.

## Trabalhos selecionados
- McCann, A.M. The Portraits of Septimius Severus, A.D. 193–211. [S.l.: s.n.]
- McCann, Anna Marguerite. Roman Sarcophagi in the Metropolitan Museum of Art. [S.l.: s.n.]
- McCann, Anna Marguerite; Bourgeois, Joanne; Gazda, Elaine K.; Oleson, John Peter; Will, Elizabeth Lyding. The Roman Port and Fishery of Cosa: A Center of Ancient Trade. [S.l.: s.n.] ISBN 978-0-691-62883-7
- McCann, Anna Marguerite; Freed, Joann (1994). Deep water archaeology: a late-Roman ship from Carthage and an ancient trade route near Skerki Bank off northwest Sicily. [S.l.: s.n.] ISSN 1063-4304
- McCann, Anna Marguerite; Oleson, John Peter. Deep-water Shipwrecks Off Skerki Bank: The 1997 Survey. [S.l.: s.n.] ISBN 978-1-887829-58-8. ISSN 1063-4304